# Organisatie van de Communistenbond binnen het Joegoslavische Volksleger
De Organisatie van de Communistenbond binnen het Joegoslavische Volksleger (Servo-Kroatisch: Организација Савеза комуниста у ЈНА, Organization Saveza Kommunist u JNA / Organizacija Saveza komunista u JNA; Sloveens: Organizacija Zveze komunistov v JLA; Macedonisch: Организација Сојузот на комунистите во ЈНА) was de afdeling van de Joegoslavische Communistenbond (SKJ) voor leden van het Joegoslavische Volksleger.
De Organisatie van de Communistenbond binnen het Joegoslavische Volksleger werd in 1969 opgericht en gold binnen de federale structuur van de Joegoslavische Communistenbond als uiterst conservatief. De organisatie had eigen vertegenwoordigers in het Centraal Comité en het Presidium van de Joegoslavische Communistenbond. In 1989 sprak de organisatie zich tijdens haar negende conferentie uit tegen democratisering van het politieke bestel. In 1990 ging een groot deel van de organisatie op in de Communistenbond - Beweging voor Joegoslavië.

## Voorzitters
- Kolonel-generaal Džemil Šarac - 1969-1982
- Kolonel-generaal Dane Ćuić - 1982-1984
- Kolonel-generaal Georgi Jovičić - 1984-1988
- Admiraal Petar Šimić - 1988-1990

Communistenbond van Bosnië en Herzegovina · Kroatische Communistenbond · Macedonische Communistenbond · Montenegrijnse Communistenbond · Servische Communistenbond (Communistenbond van Vojvodina · Kosovaarse Communistenbond) · Bond van Communisten van Slovenië ·
Organisatie van de Communistenbond binnen het Joegoslavische Volksleger